# 김늘메
김늘메(Kim Neul-me, 1973년 10월 4일 ~ )은 대한민국의 코미디언 출신 연극 배우이다.

## 바이오그래피
서울예대 코미디 동아리 개그클럽에서 활동했고, 1999년 SBS '코미디 살리기' 프로그램의 '틴틴파이브 2기를 찾아라' 코너에서 특채 코미디언으로 데뷔했다. 이후 '개그콘서트'에서 서울예대 출신인 3명(송창규, 최승태, 이상화)의 멤버와 함께 '삼오십오'라는 팀을 결성해 휴대전화 개그로 얼굴을 알렸고, SBS 드라마 '여인천하'와 '수호천사' 등에 출연해 연기 경험을 쌓았다. 김늘메는 "특별한 개인기 없이도 재치와 연기력으로 승부 하는 신동엽 같은 개그맨이 되고 싶다."는 각오를 밝힌 바 있다.

## 출연작

### 영화
- 《날나리 종부전》 (2008년)
- 《밀애》 (2014년)
- 《동창회의 목적》 (2015년)
- 《엽기적인 그녀 2》 (2016년)
- 《동호회의 목적》 (2016년)
- 《짱》 (2018년)
- 《애비규환》 (2020년) - 배드민턴 회원 1 역
- 《별 볼일 없는 인생》 (2023년) - 햄릿 아빠 역

### 드라마
- 《여인천하》 (SBS, 2001년)
- 《수호천사》 (SBS, 2001년)
- 《에일리언 샘》 (투니버스, 2006년)
- 《환상기담》 (MBC Every1, 2008년)
- 《우리집에 왜왔니》 (SBS, 2008년)
- 《유리의 성》 (SBS, 2008년)
- 《시티홀》 (SBS, 2009년)
- 《TV로 보는 원작동화 - 가방들어주는아이》 (EBS, 2011년)
- 《KBS 드라마 스페셜 - 친구 중에 범인이 있다》 (KBS2, 2012년) - 형사 역
- 《드라마 스페셜 - 머리 심는 날》 (KBS2, 2015년)
- 《가족을 지켜라》 (KBS1, 2015년)
- 《다 잘될 거야》 (KBS2, 2015년)
- 《우리집 꿀단지》 (KBS1, 2015년)
- 《무림학교》 (KBS2, 2016년)
- 《별난가족》 (KBS1, 2016년)
- 《쇼핑왕 루이》 (MBC, 2016년)
- 《더 패키지》 (JTBC, 2017년)
- 《커피야 부탁해》 (채널A, 2018년)

### 방송
- 《코미디살리기》 (SBS)
- 《개그콘서트》 (KBS2)
- 《놀러와》 (MBC)
- 《잉글리시 매직스쿨》 (SBS)
- 《생방송 [V]ON》  (채널[V]코리아)
- 《신동엽의 감각제국》 (tvN)
- 《코미디 카운트 다운》 (Comedy TV)
- 《웃찾사》 (SBS)
- 《솔로몬의 선택》 (SBS)
- 《결정 맛대맛》 (SBS)
- 《재미있는 TV메디컬》 (생활건강 TV)
- 《Help 美》 (KMTV)
- 《도전 1000곡》 (SBS)
- 《추억의 코미디 왕들의 귀환》 (MBC)
- 《과학실험 하와이》 (EBS)
- 《과학실험 사이펀》 (EBS)
- 《시사코미디 10PM》 (TV조선)
- 《개그시대》 (채널A)
- 《코미디쇼 코코아》 (TV조선)
- 《켠김에 왕까지》 (온게임넷)
- 《뮤직 코믹쇼》 (MBC Music)
- 《패밀리팡》 (JTBC)
- 《뇌깨비야 놀자 - 우리 아이 뇌를 깨우는 101가지 비밀》 (MBC)

### 뮤직비디오
- 《마스타 우 - White》

## 연극
- 《비애로》 - 최동석 역.
- 《너와 함께라면》 - 이발소종업원 역.
- 《오월엔 결혼할꺼야》 - 멀티맨 역.
- 《웃찾사》
- 《웨딩 스캔들》 - 도도 역.
- 《심야식당》 - 코스즈 역.
- 《쉬어매드니스》 - 조지 역.
- 《올모스트메인》 - 채드 역.
- 《흑백다방》
- 《조선협객》